# Asmir Begović
Asmir Begović (bs[âsmir bêːɡoʋitɕ]; n. 20 iunie 1987, Trebinje, Republika Srpska, Bosnia și Herțegovina) este un fotbalist canadian și bosniac, care joacă pe post de portar la Everton în Premier League. Pe plan internațional, are prezențe la națională pentru Canada U-20⁠(d) și Bosnia și Herțegovina.
Begović și-a început cariera de fotbalist profesionist la clubul englez Portsmouth, semnând pentru ei în vara anului 2003. După o serie de împrumuturi, el a debutat în Premier League în mai 2009 și a fost vândut la Stoke City pentru 3,25 milioane de lire sterline în februarie 2010. În sezonul 2012-2013 a jucat în fiecare meci de campionat și a câștigat premiul de cel mai bun jucător al anului pentru Stoke. În noiembrie 2013, Begović a devenit al cincilea portar care a înscris un gol în Premier League, intrând în Cartea Recordurilor pentru golul marcat de la cea mai mare distanță în istoria fotbalului în secunda a treisprezecea a meciului cu Southampton. În iulie 2015 a semnat cu campioana din sezonul anterior de Premier League, Chelsea, suma de transfer fiind de 8 milioane de lire sterline, rămânând a doua opțiune a echipei până la transferul la Bournemouth, doi ani mai târziu.
Begović a reprezentat Canada la tineret jucând pentru această națională la Campionatul Mondial FIFA 2007 U-20. În 2009, el a decis să își reprezinte țara sa natală, Bosnia și Herțegovina. A devenit rapid titular și și-a ajutat echipa să se califice la Campionatul Mondial din 2014, primul turneu major la care a participat vreodată.

## Cariera pe echipe

### Cariera timpurie
Begović s-a născut în Trebinje, Bosnia și Herțegovina, care atunci făcea parte din Iugoslavia, într-o familie bosniacă. Tatăl său, Amir, a jucat de asemenea pe postul de portar pentru Leotar și Iskra Bugojno, în timp ce mama sa, Ajnija, provine din Stolac. Familia Begović a fugit din țară din cauza Războiului Bosniac stabilindu-se în Germania când Asmir avea patru ani, unde a început sa joace fotbal organizat la clubul local de tineret FC Kirchhausen din Heilbronn. Când avea 10 ani, familia sa s-a mutat în Edmonton, Canada.
Begović a urmat cursurile liceului St. Francis Xavier, unde a jucat pentru academia liceului. El a jucat, de asemenea, în Minor League Soccer pentru Southwest Sting Soccer Club din Edmonton, care i-a adus convocarea la echipa Canadei sub 17 ani. În 2003, a răspuns pozitiv ofertei de a da probe pentru Portsmouth și Tottenham Hotspur, iar reprezentanții săi au plătit pentru ca el să zboare spre Anglia. După două zile, antrenorii de la Portsmouth, David Hurst și Mark O'Connor, au fost impresionați și i-au oferit lui Begović un contract înainte ca el să apuce să dea probe pentru Tottenham.

### Portsmouth
Begović a semnat un contract de tineret cu Portsmouth în vara anului 2003 și datorită faptului că nu deținea un pașaport al Uniunii Europene, el a stat în următorii doi ani pe baza unei vize de educație care l-a împiedicat să semneze un contract pe bani cu echipa mare. După ce a jucat pentru echipa de tineret a fost împrumutat la La Louviere din Belgia în 2005, unde a jucat de două ori în primul eșalon belgian. Begović și-a obținut viza în Marea Britanie în vara anului 2006, ceea ce i-a permis să fie împrumutatla Macclesfield Town în sezonul 2006-2007, făcându-și debutul în cadrul campionatului englez într-o remiză, scor 1-1 cu Stockport County pe 25 noiembrie intrând în minutul 80, după accidentarea portarului Jonny Brain. Împrumutul său a fost unul nefericit, deoarece a suferit o accidentare la genunchi după doar trei meciuri. În august 2007, Begović a fost împrumutat la AFC Bournemouth din al treilea eșalon englez până în ianuarie 2008. El a fost rechemat de la Bournemouth la 11 octombrie 2007. La 8 decembrie 2007, Begović a fost trecut pe foaia de joc a celor de la Portsmouth pentru prima dată într-un meci din Premier League, cel împotriva lui Aston Villa.
În martie 2008, el a fost împrumutat la Yeovil Town pe o lună, cu Portsmouth păstrând dreptul de a-l rechema oricând dorește. La 29 martie, Begović și-a făcut debutul pentru Yeovil, neprimind gol împotriva lui Bristol Rovers. El a fost ulterior rechemat dupădouă meciuri, în ciuda faptului că Yeovil a încercat să-l readucă tot printr-un împrumut de urgență. Antrenorul „Gloverilor”, Russell Slade, a dezvăluit în iunie 2008 că a vrut să îl readucă pe Begović după ce Steve Mildenhall a ajuns la Southend United. Mișcarea a fost întârziată, totuși, datorită faptului că bunicul său a murit. El a revenit la Yeovil fiind de data aceasta împrumutat timp de trei luni, începând cu august 2008. El a jucat în 14 meciuri de campionat, neprimind gol în trei dintre ele.
Begović și-a făcut debutul lui Portsmouth împotriva lui Sunderland în victoria cu 3-1 pe 18 mai 2009. În urma debutului său în Premier League, Begović și-a exprimat încântarea. „A fost fantastic, îmi doream de multă vreme să debutez în Premier League”. A fost împrumutat la  Ipswich Town până pe 16 ianuarie 2010 în octombrie. La 23 noiembrie, Begović a fost rechemat la Portsmouth datorită faptului că David James s-a accidentat, terminându-și împrumutul la Ipswich după ce a jucat șase meciuri. La întoarcerea sa pe Fratton Park a jucat 15 meciuri în timpul sezonului 2009-2010.

### Stoke City

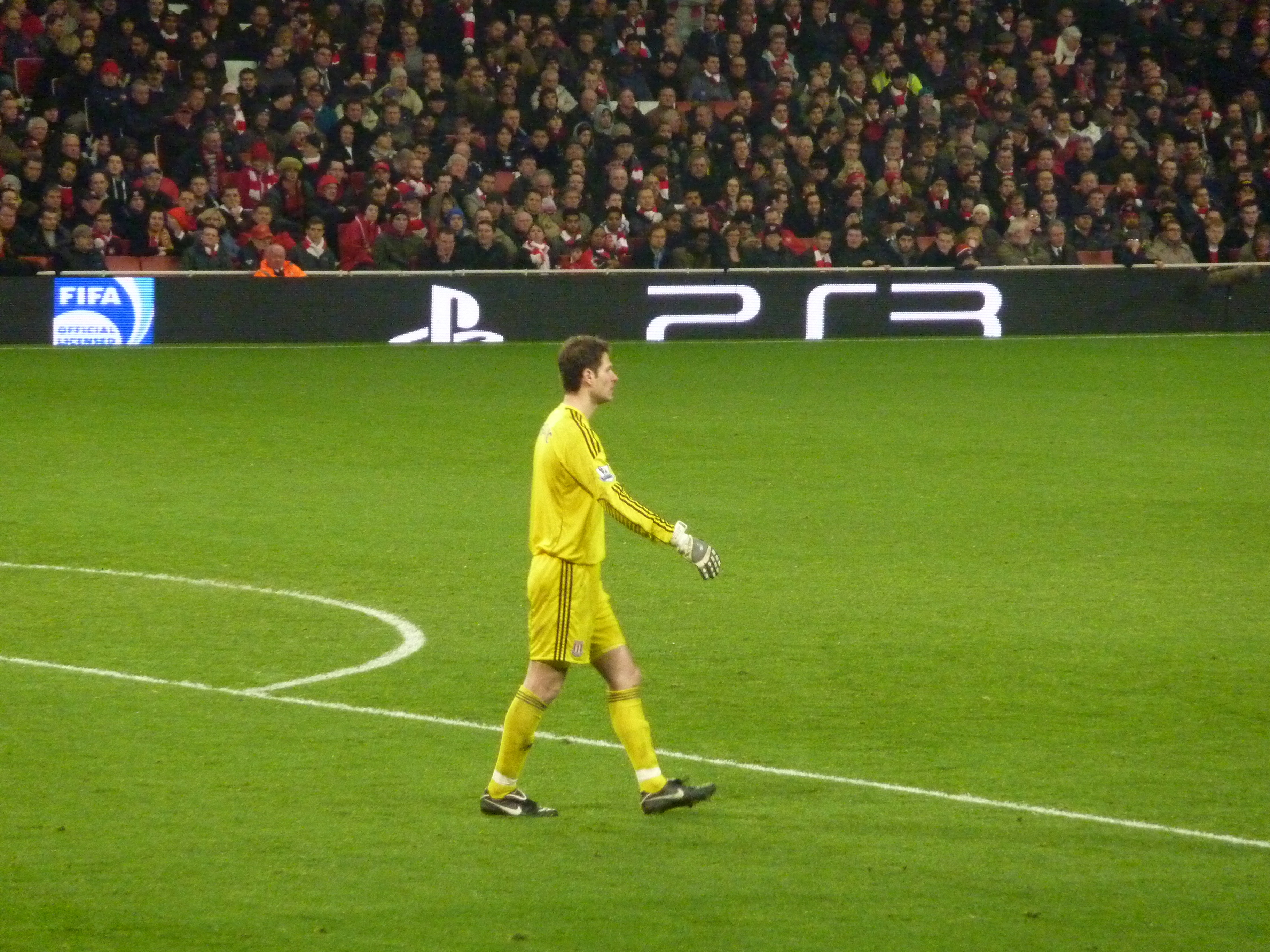
Begović jucând pentru Stoke City în 2011

Pe 1 februarie 2010, Begović a semnat un contract pe patru ani și jumătate cu Stoke City, suma de transfer fiind de 3,25 milioane de lire sterline. Antrenorul lui Stoke, Tony Pulis, a dezvăluit faptul că l-a urmărit Begović pentru o vreme. „L-am monitorizat pe Asmir de ceva vreme și credem că are potențial și că este mai bun tânăr portar din țară”. Begović a purtat de asemenea discuții cu Tottenham Hotspur înainte de a se alătura lui Stoke, dar a optat pentru „olari” din motive „de ordin sportiv”. El a dezvăluit că s-a simțit ușurat după ce a plecat de la Portsmouth deoarece echipa se confrunta cu probleme financiare în urma sezonului 2009-2010. Portsmouth a ajuns să fie datoare lui Tottenham; deși Begović declinase oferta lor, Tottenham plătise deja o tranșă pentru el lui Portsmouth. Portsmouth a fost obligată să plătească celor de la Tottenham 1 milion de lire sterline de către Premier League pentru transferul anulat, deoarece Spurs virase inițial prima tranșă atât pentru Begović, cât și pentru Younes Kaboul.
Begović a debutat pentru Stoke împotriva lui Chelsea pe 25 aprilie 2010, înlocuindu-l pe Thomas Sørensen accidentat în minutul 35, primind cinci goluri. Primul meci în care nu a primit gol la Stoke a fost cel din remiza scor 0-0 cu Everton la 1 mai 2010. El a jucat de asemenea în ultimele două meciuri din sezonul 2009-2010 împotriva lui Fulham și Manchester United.
La începutul sezonului 2010-2011, Begović a primit tricoul cu numărul unu din partea antrenorului Tony Pulis. Begović a refuzat să joace într-un meci din Cupa Ligii împotriva lui Shrewsbury Town, o decizie pe care Pulis a considerat-o ca fiind „o lipsă totală de respect". Begović, pe de altă parte, a negat că a refuzat să joace. În ciuda acestui fapt, Begović a jucat primul său meci al sezonului în următoarea rundă a Cupei Ligii împotriva lui Fulham și apoi cu West Ham United. El a jucat primul meci în campionat pe 30 octombrie împotriva lui Everton, înlocuindu-l pe accidentatul Sørensen. În urma acestui meci, Begović a preluat de la Sørensen postul de titular al lui Stoke, și „a făcut pace” cu Tony Pulis după absența sa din meciul cu Shrewsbury. După o înfrângere la limită cu Arsenal, în februarie 2011, Begović a declarat că Stoke progresează bine. În următoarea săptămână împotriva lui West Ham, Begović a făcut o greșeală făcându-i cadou un gol lui Demba Ba. Begović a ratat o finală a Cupei Angliei, iar portarul Sørensen a fost preferat să joace în meciurile de cupă.
Begović a început sezonul 2011-2012 ca titular și a fost lăudat de antrenorul Tony Pulis după ce a nu a primit gol în cinci din șase meciuri, printre care un meci bun făcut împotriva lui Liverpool pe 11 septembrie. Cu toate acestea, Begović a primit optsprezece goluri în următoarele șapte meciuri, printre care s-a aflat și înfrângerea cu 5-0 cu Bolton Wanderers, partidă în urma căreia și-a cerut scuze suporterilor. După meciul de la Bolton a fost trecut pe bancă în locul său fiind folosit Sørensen. Begović a semnat un nou contract pe patru ani și jumătate cu Stoke în decembrie 2011, valabil până în 2016. El a revenit în poartă în martie 2012. Begović a continuat să fie titular al lui Stoke în sezonul 2012-2013 și a început sezonul în formă, primind doar 12 goluri în primele 15 meciuri. În ciuda faptului că Stoke a avut un retur slab, Begović a rămas într-o formă decentă și a câștigat premiul Jucătorul Anului al lui Stoke.

Begović a rămas titular și în sezonul 2013-2014 sub comanda noului antrenor Mark Hughes și a fost numit omul meciului în prima etapă cu Liverpool. La 2 noiembrie 2013, Begović a marcat după 13 secunde împotriva lui Southampton de la o distanță de 97,5 metri, după ce degajarea lui l-a păcălit pe Artur Boruc. Prin acest gol și-a câștigat locul în Cartea Recordurilor din 2015, pentru golul marcat de la cea mai mare distanță din istoria fotbalului.
„Este un sentiment grozav, dar a fost un incident nefericit. Mi-e puțin milă de Boruc. Este o minge lungă care a fost purtată de vânt și a luat o traiectorie nebună. Nu este plăcut să fi la poarta în care se marchează ca portar. Nu îl face pe portar să arate bine și după gol nu am vrut să sărbătoresc din respect pentru el.”—Begović după ce a marcat primul gol pentru Southampton.
 Begović a ratat primul său meci de campionat după aproape doi ani, cel cu Newcastle United de pe 26 decembrie, după ce și-a rupt degetul într-o ședință de antrenament care l-a ținut pe tușă timp de cinci săptămâni. El a revenit în primul unsprezece împotriva lui Chelsea pe 26 ianuarie 2014. Begović a jucat în 33 de meciuri pentru Stoke în 2013-2014, când echipa a terminat pe locul 9.
Begović a păstrat poarta intactă pentru Stoke pe 4 martie 2015, cu o victorie de 2-0 cu Everton. Begović și-a păstrat poziția de titular în sezonul 2014-2015, jucând în 36 de meciuri, în timp ce Stoke a terminat sezonul din nou pe poziția a noua și a încheiat campania cu o victorie scor 6-1 împotriva lui Liverpool. A fost ținut pe tușă de Mark Hughes pentru trei meciuri în luna mai, după ce a făcut o gafă împotriva lui Sunderland. Această pauză a condus la speculații în mass-media legate de viitorul său la club. Într-adevăr, Begović a părăsit echipa care joacă pe stadionul Britannia în iulie 2015, pentru care a jucat timp de cinci sezoane și jumătate în 172 de meciuri.

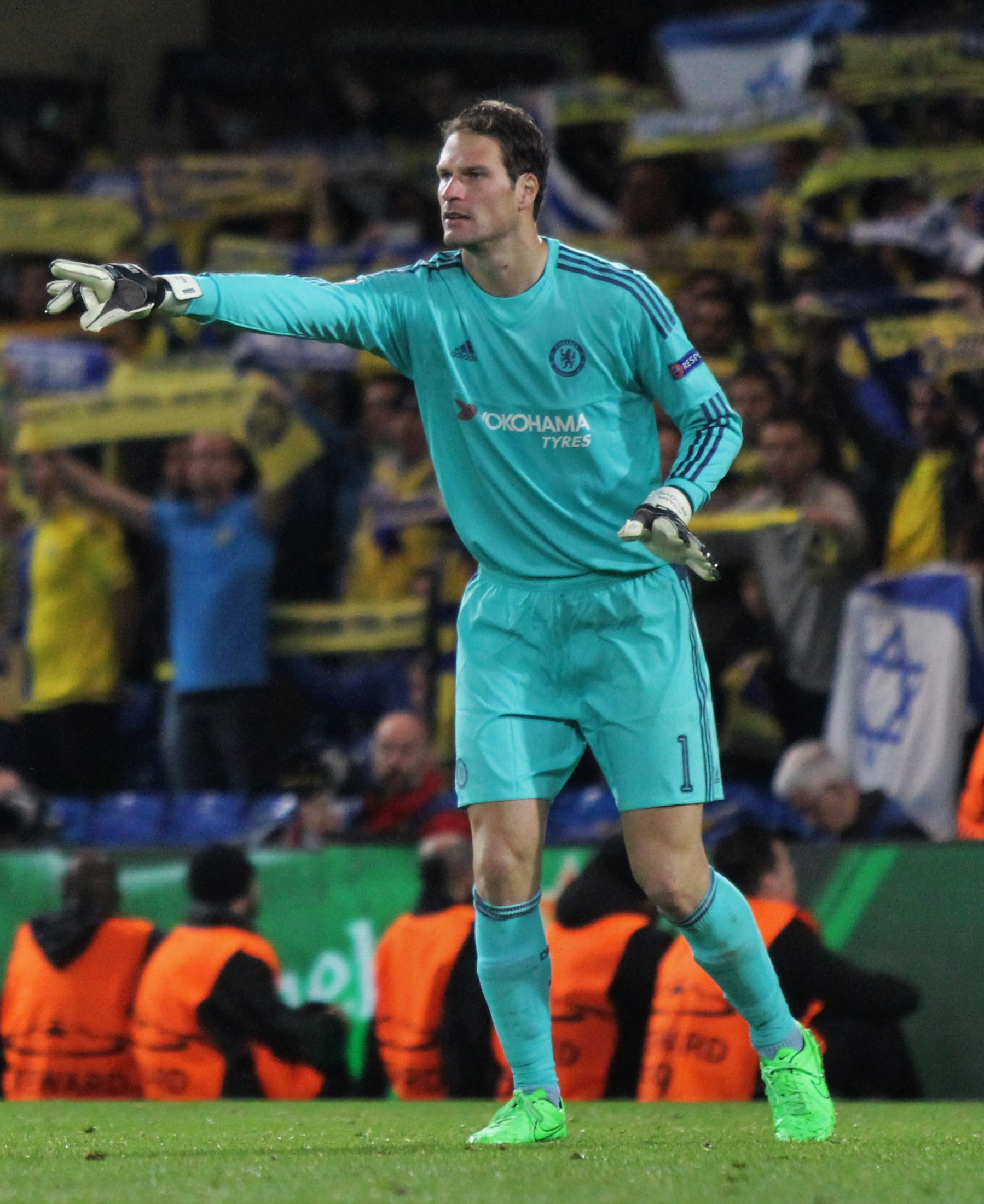
Begović jucând pentru Chelsea în 2015

La 13 iulie 2015, Chelsea a semnat cu Begović un contract de patru ani, plătind în schimbul său 8 milioane de lire sterline. Ca parte a înțelegerii, Chelsea l-a oferit la schimb la Stoke pe mijlocașul Marco van Ginkel, sub formă de împrumut pentru un sezon.
El și-a făcut debutul pentru Chelsea nouă zile mai târziu în turneul de dinaintea sezonului, intrând la pauză în locul lui Thibaut Courtois cu Chelsea conducând la pauză cu 1-0. Adversara ei, Red Bulls din New York, a reușit să revină, ducând scorul la 2-4. Antrenorul José Mourinho l-a apărat pe Begović, declarând că pune forma sa slabă pe oboseală. Primul său meci oficial în care a făcut parte din lotul lui Chelsea a fost în Shield Community FA 2015 pe 2 august la stadionul Wembley, în care a fost rezervă neutilizată într-o înfrângere cu 1-0 în fața rivalei Arsenal. Șase zile mai târziu a intrat în locul lui Oscar după ce Courtois a fost eliminat pentru un fault în careu asupra lui Bafétimbi Gomis, cel care l-a și transformat ducând meciul la 2-2. La 16 august, Begović a jucat în primul meci oficial pentru Chelsea, în înfrângerea din deplasare cu 3-0 cu Manchester City. O lună mai târziu, el a făcut primul meci fără gol primit cu Chelsea într-un meci de Liga Campionilor împotriva lui Maccabi Tel Aviv, care s-a încheiat cu o victorie scor 4-0 pentru Chelsea. A avut o serie de trei meciuri fără gol primit înainte ca Courtois să se revină în echipă pe 5 decembrie.
În al doilea sezon cu Chelsea, Begović nu a primit multe șanse de a juca, și au existat speculații că el va părăsi clubul în fereastra de transfer de iarnă. Cu toate acestea el a rămas pe  Stamford Bridge, deoarece Chelsea nu a putut găsi un înlocuitor pentru el. În ciuda faptului că a jucat doar în două meciuri de campionat, a primit o medalie de campion, deoarece Chelsea a câștigat Premier League 2016-2017.

### AFC Bournemouth
La 30 mai 2017, Begović a semnat pentru echipa de Premier League Bournemouth un contract pe termen lung pentru o sumă de transfer care nu a fost făcută publică. El a debutat pentru Bournemouth în ziua de deschidere a noului sezon al Premier League, într-o înfrângere scor 0-1 împotriva lui West Bromwich Albion. Primul meci al lui Begović fără gol primit a venit pe 30 septembrie, într-un egal scor 0-0 împotriva lui Leicester City. A avut o altă performanță impresionantă, de data aceasta împotriva fostului său club Chelsea, pe care Bournemouth l-a câștigat cu 3-0.

## Cariera internațională

### Canada
Begović a fost portarul Canadei la Campionatul Mondial sub 20 de ani din 2007. El a scos mai multe mingi dificile în partidele pierdute cu 3-0 cu Chile și a primit un singur gol împotriva Austriei. La sfârșitul celui de-al treilea meci al turneului, după ce a primit două goluri, Begović a ieșit din careul propriu pentru a prelua o minge lungă centrată de un fundaș al lui Congo. Mingea a sărit de pe terenul umed, forțându-i să-și folosească mâinile pentru a nu-i trece peste cap. El a primit direct cartonașul roșu, iar mijlocașul Jonathan Beaulieu-Bourgault a fost forțat să joace în poartă, deoarece Canada și-a folosit cele trei înlocuiri.
La 14 august 2007, Begović, în vârstă de 20 de ani, a primit prima sa convocare la echipa națională a Canadei pentru meciul amical cu Islanda, dar a rămas rezervă. În noiembrie 2008, el a acceptat o altă convocare la meciul de calificare al Canadei la Campionatul Mondial din 2010 cu Jamaica, dar din nou nu a jucat niciun minut, în locul său fiind preferat Lars Hirschfeld.
Jucătorii cu dublă naționalitate, precum Begović, care au jucat deja pentru echipa națională a unei țări la nivel de tineri, nu aveau voie să schimbe naționalele după ce au împlinit vârsta de 21 de ani, dar la 3 iunie 2009 FIFA a eliminat limita de vârstă. La sfârșitul lunii iunie 2009, el a vorbit cu antrenorul bosniac Miroslav Blažević despre posibilitatea de a-și face debutul în Bosnia și Herțegovina. Declarațiile din mass-media bosniacă păreau să indice intenția lui Begović de a juca pentru țara sa natală. Begović a ratat Cupa de Aur CONCACAF din 2009 la care Canada a participat, spunând că Portsmouth a vrut ca el să-și petreacă întregul pre-sezon la club. În data de 12 iulie 2009 la Full-Time: Vancouver's Soccer Show difuzat de postul de radio TEAM 1040 din Canada, el și-a exprimat dorința de a continua cu echipa națională a Canadei. El a sugerat că comentariile pe care le-a adresat antrenorului principal al Bosniei au fost interpretate greșit din cauza traducerii necorespunzătoare. În același interviu, Begović a mai spus:
Am jucat pentru Canada pentru multă vreme. Nu am luat nicio decizie, nu vreau să schimb [naționala]... dar există o stare de incertitudine cu fotbalul canadian (următorul antrenor, etc). Puneți-vă lucrurile în ordine și voi fi bucuros să joc pentru Canada, aici îmi văd viitorul... Bosnia s-a interesat de mine. Au fost discuții... dar nu intenționez să joc pentru Bosnia.
Cu toate acestea, peste mai puțin de două luni, Begović s-a răzgândit și la 21 august 2009 a acceptat convocarea venită din partea Bosniei pentru două meciuri de calificare la Campionatul Mondial din 2010 cu Armenia la 5 septembrie 2009 și patru zile mai târziu acasă la Zenica cuTurcia. În timpul încălzirii de înainte de meci, Begović a dat un interviu unui portalul web bosniac, menționând printre altele:
M-am născut în Trebinje, Bosnia și Herțegovina îmi este patria mamă și nu aș fi dezamăgit dacă nu aș primi imediat o șansă să joc.
Nu a jucat în niciun meci. Cu toate acestea, debutul său pentru echipa națională s-a produs în următorul meci de calificări împotriva Estoniei. El l-a înlocuit pe Kenan Hasagić în minutul 92 al meciului, câștigat de Bosnia cu scor final de 2-0.
Pe 3 martie el a jucat un rol important într-un meci amical cu Ghana în care a intrat în a doua repriză. Bosnia a câștigat meciul cu 2-1, iar Begović nu a primit niciun gol. El a fost pentru prima dată integralist în fața Suediei în mai 2010. Bosnia a pierdut meciul cu 4-2, dar Begović nu a fost de vină la niciun gol, potrivit presei bosniace, care a dat vina pe apărare. El a provocat controverse după ce a refuzat să onoreze convocarea Bosniei pentru amicalele împotriva naționalelor Slovaciei și Mexicului.
Din august 2012, Begović a devenit titularul echipei naționale. La 27 mai 2013, Begović a fost votat cel mai bun fotbalist bosniac al anului 2012 de către Juriul bosniac al jurnaliștilor de sport. La 16 octombrie 2013, Bosnia a învins Lituania cu 1-0 pentru a se califica la Campionatul Mondial din 2014, primul ei turneu major.
În iunie 2014, el a fost numit în lotul Bosniei și Herțegovinei pentru Campionatul Mondial din 2014 în care a fost integralist în toate cele 3 partide.

## Viața personală
La 18 iunie 2011, Begović sa căsătorit cu soția sa, Nicolle Howard, cu care are două fiice, Taylor și Blair Rose Begović. În aprilie 2011 sa alăturat programului de caritate "Kicks for Kids" al FC Edmonton.
Begović s-a născut în Bosnia și Herțegovina în timp ce făcea parte din RSF Iugoslavia și s-a mutat în Germania la vârsta de patru ani. Crescut în Germania, Begović ținea cu Bayern München și l-a avut ca model pe Oliver Kahn. De asemenea, a fost în tribune la meciurile echipei locale VfB Stuttgart. Pe lângă bosniaca sa nativă, Begović mai este fluent în alte trei limbi: germană, engleză și franceză. În octombrie 2013 a înființat o organizație caritabilă, Fundația Asmir Begović.
Fratele mai mic al lui Begović, Denis, joacă pentru echipa lui Bristol City sub 18 ani tot pe postul de portar.

## Statistici privind cariera

### Club
Din 27 februarie 2019
| Club                         | Sezon         | Campionat           | Campionat | Campionat | Cupa Angliei | Cupa Angliei | Cupa Ligii | Cupa Ligii | Altele  | Altele | Total   | Total  |
| Club                         | Sezon         | Divizie             | Meciuri   | Goluri    | Meciuri      | Goluri       | Meciuri    | Goluri     | Meciuri | Goluri | Meciuri | Goluri |
| ---------------------------- | ------------- | ------------------- | --------- | --------- | ------------ | ------------ | ---------- | ---------- | ------- | ------ | ------- | ------ |
| Portsmouth                   | 2005–2006     | Premier League      | 0         | 0         | 0            | 0            | 0          | 0          | —       | —      | 0       | 0      |
| Portsmouth                   | 2006–2007     | Premier League      | 0         | 0         | —            | —            | 0          | 0          | —       | —      | 0       | 0      |
| Portsmouth                   | 2007–2008     | Premier League      | 0         | 0         | 0            | 0            | 0          | 0          | —       | —      | 0       | 0      |
| Portsmouth                   | 2008–2009     | Premier League      | 2         | 0         | 0            | 0            | 0          | 0          | 0       | 0      | 2       | 0      |
| Portsmouth                   | 2009–2010     | Premier League      | 9         | 0         | 3            | 0            | 3          | 0          | —       | —      | 15      | 0      |
| Portsmouth                   | Total         | Total               | 11        | 0         | 3            | 0            | 3          | 0          | 0       | 0      | 17      | 0      |
| La Louvière (împrumut)       | 2005–2006     | Prima Ligă Belgiană | 2         | 0         | —            | —            | —          | —          | —       | —      | 2       | 0      |
| Macclesfield Town (împrumut) | 2006–2007     | League Two          | 3         | 0         | 1            | 0            | —          | —          | —       | —      | 4       | 0      |
| AFC Bournemouth (împrumut)   | 2007–2008     | League One          | 8         | 0         | 0            | 0            | 0          | 0          | 1       | 0      | 9       | 0      |
| Yeovil Town (împrumut)       | 2007–2008     | League One          | 2         | 0         | —            | —            | —          | —          | —       | —      | 2       | 0      |
| Yeovil Town (împrumut)       | 2008–2009     | League One          | 14        | 0         | —            | —            | —          | —          | 0       | 0      | 14      | 0      |
| Yeovil Town (împrumut)       | Total         | Total               | 16        | 0         | —            | —            | —          | —          | 0       | 0      | 16      | 0      |
| Ipswich Town (împrumut)      | 2009–2010     | Championship        | 6         | 0         | —            | —            | —          | —          | —       | —      | 6       | 0      |
| Stoke City                   | 2009–2010     | Premier League      | 4         | 0         | —            | —            | —          | —          | —       | —      | 4       | 0      |
| Stoke City                   | 2010–2011     | Premier League      | 28        | 0         | 0            | 0            | 2          | 0          | —       | —      | 30      | 0      |
| Stoke City                   | 2011–2012     | Premier League      | 23        | 0         | 3            | 0            | 0          | 0          | 5       | 0      | 31      | 0      |
| Stoke City                   | 2012–2013     | Premier League      | 38        | 0         | 0            | 0            | 0          | 0          | —       | —      | 38      | 0      |
| Stoke City                   | 2013–2014     | Premier League      | 32        | 1         | 1            | 0            | 0          | 0          | —       | —      | 33      | 1      |
| Stoke City                   | 2014–2015     | Premier League      | 35        | 0         | 0            | 0            | 1          | 0          | —       | —      | 36      | 0      |
| Stoke City                   | Total         | Total               | 160       | 1         | 4            | 0            | 3          | 0          | 5       | 0      | 172     | 1      |
| Chelsea                      | 2015–2016     | Premier League      | 17        | 0         | 1            | 0            | 2          | 0          | 5       | 0      | 25      | 0      |
| Chelsea                      | 2016–2017     | Premier League      | 2         | 0         | 3            | 0            | 3          | 0          | —       | —      | 8       | 0      |
| Chelsea                      | Total         | Total               | 19        | 0         | 4            | 0            | 5          | 0          | 5       | 0      | 33      | 0      |
| AFC Bournemouth              | 2017–2018     | Premier League      | 38        | 0         | 0            | 0            | 0          | 0          | —       | —      | 38      | 0      |
| AFC Bournemouth              | 2018–2019     | Premier League      | 22        | 0         | 0            | 0            | 0          | 0          | —       | —      | 22      | 0      |
| AFC Bournemouth              | Total         | Total               | 60        | 0         | 0            | 0            | 0          | 0          | —       | —      | 60      | 0      |
| Total carieră                | Total carieră | Total carieră       | 285       | 1         | 12           | 0            | 11         | 0          | 11      | 0      | 319     | 1      |

1. ↑  Meci în Football League Trophy
2. ↑  Meciuri în UEFA Europa League
3. ↑  Meciuri în Liga Campionilor

### Internațional
Din 10 octombrie 2017
| Echipa națională      | An    | Meciuri | Goluri |
| --------------------- | ----- | ------- | ------ |
| Bosnia si Hertegovina |       |         |        |
| 2009                  | 1     | 0       |        |
| 2010                  | 3     | 0       |        |
| 2011                  | 5     | 0       |        |
| 2012                  | 9     | 0       |        |
| 2013                  | 9     | 0       |        |
| 2014                  | 11    | 0       |        |
| 2015                  | 9     | 0       |        |
| 2016                  | 7     | 0       |        |
| 2017                  | 7     | 0       |        |
| 2018                  | 0     | 0       |        |
| Total                 | Total | 61      | 0      |

## Titluri
Chelsea
Individual
- Jucător canadian U20 al anului: 2007[115]